# Front palestinien du salut national
Le Front palestinien du salut national (arabe: جبهة الانقاذ الوطني الفلسطيني) (PNSF) était une coalition de factions palestiniennes. La création du Front palestinien de salut national a été annoncée le 25 mars 1985 par Khalid al-Fahum. Le front était composé du FPLP, du FPLP-GC, d'as-Saiqa , du Front de lutte populaire palestinien, du Front de libération palestinien (aile Talat Yaqub) et du Fatah al-Intifada,. Le Front a été fondé en réaction à l'accord d'Amman entre Yasser Arafat et le roi Hussein de Jordanie.
Le Front palestinien du salut national a accusé la direction de l'OLP de « capitulation ». Le Front a souligné qu'il ne cherchait pas à remplacer l'OLP, mais que sa création était une mesure temporaire.
Pendant la Guerre des camps, le FPSN avait son quartier général dans le camp de réfugiés de Mar Elias, qui ne faisait pas partie des camps assiégés par le Mouvement Amal. Alors que les combats se poursuivaient, le FPLP a transféré son soutien au Fatah et à ceux piégés dans les autres camps. Finalement, la faction d’Abou Moussa fut le seul groupe restant actif au sein du FPSN.
En 1991, l'OLP a invité le Front palestinien de salut national à Tunis pour des pourparlers de réconciliation.